# Pečnarovci
Pečnarovci so bili nekoč samostojno naselje, danes pa južni del Otovcev v Prekmurju pri Mačkovskem potoku.
Prvič so omenjeni leta 1365: Pechneruchi. Potem se pojavijo leta 1366 kot Pechnarouch in dystrictu Waralyakurniky in Pesnarowcz. Pečnarovci so bili samostojno naselje do 19. stoletja. V tem času je bilo 42 katoliških in 71 evangeličanskih prebivalcev. Na koncu 19. stoletje je bilo prebivalstvo večinoma katoliške vere.